# Бомбардировка Владивостока (1904)
Бомбардировка Владивостока — артиллерийский обстрел кораблями Японской империи 22 февраля (6) марта 1904 года с Уссурийского залива Владивостока и его окрестностей во время Русско-японской войны.

## Предыстория
В начале русско-японской войны Владивосток, как и вся Приморская область, не рассматривался командованием вооружённых сил Российской империи как основной театр военных действий. Основные события войны тогда разворачивались в Южной Маньчжурии и в районе Порт-Артура. Военный интерес японцев к Владивостоку в начале войны российским командованием всерьёз не обсуждался. Однако Владивосток являлся базой снабжения русской армии. Также в городе располагались госпитали с ранеными.
В то время в порту Владивосток базировался отдельный отряд крейсеров, который должен был отвлекать на себя часть флота противника и не допускать высадки японского десанта в Приморье. Тем не менее, с конца января 1904 года в городе было введено военное положение.
На заре XX века Владивостокская крепость включала в свой состав 3 форта, 9 полевых укреплений, 20 сухопутных и 23 береговых батарей. В то же время к началу Русско-японской войны далеко не все объекты крепости были готовы в полной мере: не хватало орудий.
Незадолго до атаки, 1 марта, в Золотой Рог после похода к японским берегам вернулись крейсера Владивостокского отряда.
Впервые японские корабли были замечены у берегов Владивостока 12 февраля (25) 1904 года. Эскадра в составе 10 кораблей подошла к острову Русский, но, не сделав ни одного выстрела, ушла обратно.
Актуальной проблемой для Владивостока во время русско-японской войны было бегство жителей, спасающихся от ужасов возможной осады. Узнав о нападении на Порт-Артур, многие люди эвакуировали свои семьи в Хабаровск и центральную Россию. Местная пресса неоднократно обращалась к этой теме, пытаясь поднять дух горожан и развеять слухи о нападении японцев на Владивосток.

## Бомбардировка
Утром 22 февраля (6 марта) 1904 года к Владивостоку со стороны острова Аскольд подошла японская эскадра под командованием вице-адмирала Камимуры в составе пяти броненосных крейсеров: флагманского «Идзумо», «Асама», «Адзума», «Ивате», «Якумо» и двух лёгких крейсеров «Касаги» и «Ёсино». Оставив лёгкие крейсера у Аскольда, пять броненосных крейсеров стали пробиваться в сторону бухт Соболя и Тихая.
День атаки выдался очень морозным. Температура воздуха опустилась до −31 градусов по Цельсию, из-за чего море близ Владивостока замёрзло, что сильно мешало манёвру японской эскадры. Следуя к месту бомбардировки в Уссурийский залив, японская эскадра сначала не приближалась к берегу ближе 9 миль. Выйдя на створ горы Св. Иосифа и Уссурийской батареи, эскадра легла на курс, ведущий к последней, открыв сначала огонь с обоих бортов. Первый выстрел прозвучал в промежуток между 13:30 — 13:35. Залп из носовых орудий дал флагман Идзумо, а затем вся эскадра, повернув параллельно берегу, открыла огонь из орудий левого борта. Пройдя на север до района бухты Горностай, японцы повернули обратно, не открывая при этом огня. Подойдя вновь к месту начала бомбардировки и повернув на обратный курс, эскадра сделала ещё один галс в первоначальном направлении, производя oбстрел с более близких расстояний. В 14:20 эскадра прекратила огонь и повернула в море.
Во время стрельбы неприятельские корабли держались вне досягаемости огня группы Петропавловской батареи и мортир Уссурийской батареи № 15, из-за чего орудия этих батарей и не отвечали на огонь японцев. Минные заграждения были поставлены не там, где нужно, а крейсера Владивостокского отряда стояли в бухте Золотой рог без паров и потому не могли быстро выйти в море. Прямому обстрелу подверглись форты Суворова и Линевича, строящаяся батарея, Басаргинский полуостров и Уссурийская батарея; перекидному огню — вся долина речки Объяснения и бухта Золотой Рог до западной оконечности казарм Сибирского экипажа. Неприятелем было выпущено до 200 снарядов с ничтожным результатом.
Через 10-15 минут после начала обстрела Владивостока русские крейсеры приступили к съёмке с якоря. Из-за льда и минного заграждения в восточных воротах пролива Босфор Восточный выход крейсеров затянулся. Только в 15:50, то есть более чем через час после окончания японской бомбардировки, «Россия», «Громобой», «Рюрик» и «Богатырь» вышли в Уссурийский залив. Пройдя остров Скрыплёва, корабли увидели на горизонте лишь дымы неприятельской эскадры, из-за чего преследовать её не стали и к 17 часам возвратились на рейд.
Во время бомбардировки города 22 февраля (6 марта) 1904 года и на следующий день гора Орлиное гнездо, как самая высокая, и несколько других гор, были усеяны любопытными людьми, наблюдавшими за японской эскадрой и бомбардировкой. В бинокли, а в особенности и в трубы, были отчётливо видны все суда и их маневры, несмотря на расстояние в 18 верст.

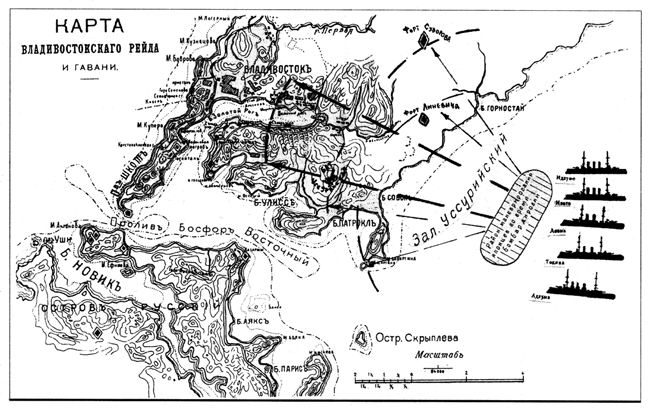
Расположение японских кораблей во время атаки, 1904 год

## Итог
Крепостные сооружения практически не пострадали, незначительными были повреждения в городе. Снарядом пробит деревянный домик мастера Кондакова. Снаряд вошёл через крышу и вышел через противоположную стену на двор, убив жену Кондакова, беременную, мать четверых детей. Во дворе казармы Сибирского флотского экипажа разорвался снаряд, ранивший легко пять матросов. Более ни убитых, ни раненых не было.
Вся восточная часть Владивостока оказались в зоне досягаемости неприятельских снарядов. Несколько крупных 6–8-дюймовых снарядов упали на территорию военного госпиталя, не причинив ему особого вреда.
После обстрела в тот же день приказом коменданта крепости во Владивостоке было объявлено осадное положение. А ещё через несколько дней был освобождён от должности тогдашний командир Владивостокского отряда крейсеров Николай Карлович Рейценштейн, его место занял контр-адмирал Карл Петрович Иессен.
Причиной отставки Рейценштейна стало запоздалое решение командира о выводе крейсеров в море для отражения японской атаки. Русские крейсера приступили к съёмке с якоря только через 10-15 минут после начала обстрела Владивостока, а вышли в море лишь спустя час после последнего выстрела.
Неудачный налет на Владивосток негативно сказался и на репутации Камимуры. За вице-адмиралом в Японии впоследствии закрепилась репутация слабого военачальника. Прежде всего, на родине его корили за неудачи в предотвращении рейдерских операций владивостокских крейсеров, но свою лепту в негативное восприятие флотоводца внесли и нерешительные действия у берегов Владивостока.
Тот факт, что бомбардировка была произведена японцами совершенно безнаказанно, заставил русское командование задуматься об укреплении оборонительных позиций Владивостока. Бомбардировка заставила многих офицеров и гражданских лиц отправить свои семьи в более безопасные места. Началось бегство жителей из города. 25 февраля (9) марта 1904 года на железнодорожном вокзале скопилась масса народа и единственный поезд из города ушел переполненным.

## В искусстве
- Исторический роман «Крейсера» советского писателя Валентина Пикуля.
- События подробно описаны в книге «Письма из Владивостока (1894—1930)» Элеоноры Прей.

## Галерея

Жители Владивостока наблюдают за бомбардировкой города.
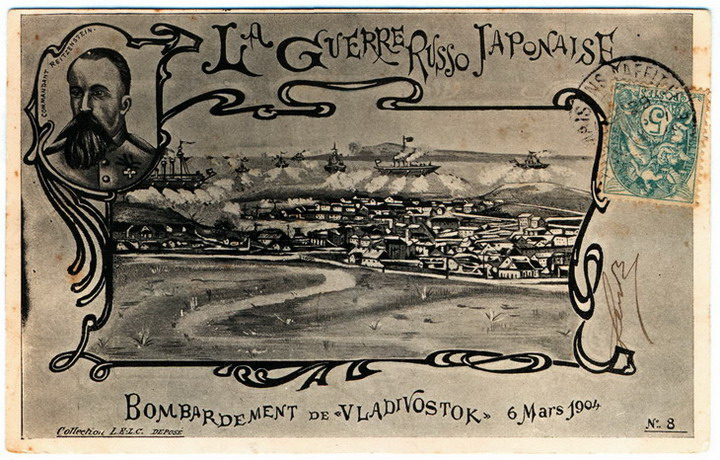
Французская открытка, посвященная обстрелу Владивостока 6 марта 1904 года.
Российская открытка, посвященная обстрелу Владивостока 6 марта 1904 года.
Фотография, сделанная японцами после обстрела 6 марта 1904 года.